# Сарканская волость
Са́рканская во́лость (латыш. Sarkaņu pagasts) — одна из двадцати двух территориальных единиц Мадонского края Латвии. Административным центром волости является село Биксере.

## География
Территория волости занимает 16 731,1 га и находится на Вестиенском всхолмлении Видземской возвышенности и в Восточно-Латвийской низменности. Высшая точка — гора Рекю (259,8 м).
Крупнейшим водоёмом волости является озеро Бедрес.

## История
В 1935 году площадь волости равнялась 82,4 км², а население составляло 1406 человека (669 мужчин и 737 женщин).